# Nati il 17 luglio
| Questa pagina contiene informazioni ricavate automaticamente dalle voci biografiche con l'ausilio del template Bio e di un bot. L'aggiornamento è periodico e automatico e ricostruisce completamente la pagina. Se manca una persona in questa lista, sei pregato di non aggiungerla, ma accertati piuttosto che la sua voce biografica contenga il template Bio e che i dati anagrafici siano correttamente compilati. Se il template Bio manca, inseriscilo tu stesso o, in alternativa, metti l'avviso {{tmp\|Bio}} che ne segnala la mancanza. Se i dati riportati sono sbagliati, correggi direttamente la voce biografica; le modifiche saranno visibili in questa lista entro pochi giorni. Per chiarimenti vedi il progetto biografie. La lista contiene solo le 1.159 persone che sono citate nell'enciclopedia e per le quali è stato implementato correttamente il template Bio. Pagina aggiornata al 17 ago 2025. |

## XV secolo(3)
- 1410 - Piero Bonaccorsi, letterato italiano († 1477)
- 1487 - Scià Isma'il I, sovrano persiano († 1524)
- 1499 - Maria Salviati, nobildonna italiana († 1543)

## XVI secolo(8)
- 1505 - Janet Stewart, nobildonna scozzese († 1563)
- 1531 - Antoine de Créqui Canaples, cardinale, vescovo cattolico e abate francese († 1574)
- 1534 - Lorenzo Bernardo, ambasciatore italiano († 1592)
- 1555 - Richard Carew, storico, traduttore e antiquario inglese († 1620)
- 1561 - Jacopo Corsi, compositore italiano († 1602)
- 1584 - Agnese di Brandeburgo, principessa tedesca († 1629)
- 1591 - Anne Hutchinson, teologa inglese († 1643)
- 1594 - Filippo Spinola, generale, politico e nobile italiano († 1659)

## XVII secolo(14)
- 1610 - Elizabeth Stewart, nobildonna scozzese († 1673)
- 1618 - George Stewart, IX signore d'Aubigny, nobile scozzese († 1642)
- 1626 - Johan Baazius il Giovane, arcivescovo luterano svedese († 1681)
- 1627 - Biagio Falcieri, pittore italiano († 1703)
- 1657 - Bianca Teresa Massei Bonvisi, filantropa italiana († 1714)
- 1668 - Marino III Caracciolo, V principe di Avellino, principe, militare e diplomatico italiano († 1720)
- 1674 - Isaac Watts, teologo, compositore e poeta britannico († 1748)
- 1675 - Girolamo Baruffaldi, presbitero, poeta e letterato italiano
- 1676 - César Chesneau Dumarsais, filosofo e grammatico francese († 1756)
- 1676 - Hadrian Reland, filologo e cartografo olandese († 1718)
- 1681 - Giuseppe Orioli, pittore italiano († 1750)
- 1689 - Cristiano d'Assia-Wanfried-Rheinfels, nobile tedesco († 1755)
- 1695 - Alexandre de Gusmão, scrittore e diplomatico portoghese († 1753)
- 1695 - Cristiano Carlo Reinardo di Leiningen-Dachsburg-Falkenburg-Heidesheim, nobiluomo tedesco († 1766)

## XVIII secolo(37)
- 1707 - Roman Illarionovič Voroncov, generale e politico russo († 1783)
- 1708 - Federico Cristiano di Brandeburgo-Bayreuth, nobile tedesco († 1769)
- 1709 - Giovanni Carlo Bandi, cardinale e vescovo cattolico italiano († 1784)
- 1709 - Friedrich Christian Baumeister, filosofo tedesco († 1785)
- 1709 - Giuseppe Antonio Luchi, pittore italiano († 1774)
- 1711 - Pietro Antonio Balestra, pittore italiano († 1789)
- 1714 - Alexander Gottlieb Baumgarten, filosofo tedesco († 1762)
- 1715 - Federica di Sassonia-Gotha-Altenburg, principessa tedesca († 1775)
- 1724 - Bernardino Honorati, cardinale e arcivescovo cattolico italiano († 1807)
- 1727 - Étienne François d'Aligre, magistrato francese († 1798)
- 1729 - Pierre André de Suffren de Saint Tropez, ammiraglio francese († 1788)
- 1731 - George Yonge, V baronetto, politico e nobile britannico († 1833)
- 1736 - Marc Guillaume Alexis Vadier, politico e rivoluzionario francese († 1828)
- 1737 - John Lyon-Bowes, IX conte di Strathmore e Kinghorne, nobile britannico († 1776)
- 1744 - Elbridge Gerry, politico statunitense († 1814)
- 1745 - Pëtr Alekseevič Palen, generale russo († 1826)
- 1745 - Timothy Pickering, politico statunitense († 1829)
- 1747 - Pierre-Antoine Antonelle, politico francese († 1817)
- 1750 - Francisco Antonio Mourelle, militare e esploratore spagnolo († 1820)
- 1752 - Giuseppe Curcio, compositore italiano († 1832)
- 1752 - Barnaba Oriani, presbitero, matematico e astronomo italiano († 1832)
- 1755 - Johann Christoph Wendland, botanico tedesco († 1838)
- 1756 - Nicolas-Alexis Ondernard, vescovo cattolico francese († 1831)
- 1762 - Giacomo De Maria, scultore italiano († 1838)
- 1762 - Alessandro Mandarini, militare italiano († 1820)
- 1763 - John Jacob Astor I, imprenditore statunitense († 1848)
- 1766 - Carlo Fontanini, vescovo cattolico italiano († 1848)
- 1769 - Pietro Leonardi, presbitero italiano († 1844)
- 1776 - René Théodore Berthon, pittore francese († 1859)
- 1778 - Esma Sultan, principessa ottomana († 1848)
- 1781 - Luiz Joaquim dos Santos Marrocos, archivista portoghese († 1838)
- 1785 - Luigi Maria Rezzi, filologo, bibliotecario e traduttore italiano († 1857)
- 1787 - Giuseppe Polsinelli, politico italiano († 1880)
- 1794 - René-François Régnier, cardinale e vescovo cattolico francese († 1881)
- 1795 - Giovanni Battista Gordigiani, compositore e baritono italiano († 1871)
- 1797 - Paul Delaroche, pittore francese († 1856)
- 1797 - Karl Theodor von Thurn und Taxis, generale e principe tedesco († 1868)

## XIX secolo(160)
- 1803 - Johann Samuel Eduard d'Alton, anatomista tedesco († 1854)
- 1804 - Carl Ferdinand Becker, musicista, compositore e organista tedesco († 1877)
- 1805 - Lodovico Altieri, cardinale italiano († 1867)
- 1806 - Franz Karl Movers, teologo e orientalista tedesco († 1856)
- 1806 - Johann Bernhard von Rechberg und Rothenlöwen, politico tedesco († 1899)
- 1807 - Giuseppe Canestrini, storico e bibliotecario italiano († 1870)
- 1807 - Adolf Fischer, giudice, militare e politico svizzero († 1893)
- 1808 - Elisabeth Kulmann, poetessa, filologa e traduttrice russa († 1825)
- 1809 - Hermann Plüddemann, pittore e illustratore tedesco († 1868)
- 1810 - Juan Gundlach, zoologo cubano († 1896)
- 1810 - August Treboniu Laurian, linguista rumeno († 1881)
- 1811 - César Daly, architetto francese († 1894)
- 1811 - Saverio Grisei, patriota italiano († 1876)
- 1811 - Josceline Percy, ammiraglio e militare britannico († 1881)
- 1813 - Vincenzo Errante, patriota, politico e letterato italiano († 1891)
- 1813 - Charles Marville, fotografo francese († 1879)
- 1814 - William Clayton, presbitero statunitense († 1879)
- 1817 - Ivan Konstantinovič Ajvazovskij, pittore russo († 1900)
- 1817 - Fabio Cannella, politico italiano († 1884)
- 1819 - Eunice Newton Foote, scienziata e attivista statunitense († 1888)
- 1820 - Johann Baptist von Weiß, storico, scrittore e docente tedesco († 1899)
- 1821 - Friedrich Engelhorn, imprenditore tedesco († 1902)
- 1822 - Daniel Kinnear Clark, ingegnere meccanico inglese († 1896)
- 1823 - Giuseppe Garneri, politico italiano († 1905)
- 1824 - Agostino Magliani, politico italiano († 1891)
- 1827 - Frederick Augustus Abel, chimico britannico († 1902)
- 1828 - Vasilij Pavlovič Engelhardt, astronomo russo († 1915)
- 1831 - Thérèse Tietjens, soprano tedesco († 1877)
- 1831 - Xianfeng, imperatore cinese († 1861)
- 1832 - Agostino Pennisi di Floristella, imprenditore e numismatico italiano († 1885)
- 1833 - Nikolaj Ivanovič Svjatopolk-Mirskij, generale e politico russo († 1898)
- 1834 - Debsirindra, regina siamese († 1861)
- 1835 - Thomas Erskine Holland, giurista inglese († 1926)
- 1835 - Charles A. Gilberg, compositore di scacchi statunitense († 1898)
- 1835 - Ferdinand Seymour, conte di St. Maur, nobile e militare britannico († 1869)
- 1836 - Achille Tonni-Bazza, patriota italiano († 1863)
- 1837 - Wilhelm Lexis, economista e statistico tedesco († 1914)
- 1838 - Giuseppe Carnelli, pittore italiano († 1909)
- 1839 - Friedrich Gernsheim, musicista e direttore d'orchestra tedesco († 1916)
- 1839 - Adolf Remelé, mineralogista e geologo tedesco († 1915)
- 1840 - Édouard André, architetto del paesaggio e botanico francese († 1911)
- 1840 - Gustav Huguenin, medico e patologo svizzero († 1920)
- 1842 - Georg von Schönerer, politico austriaco († 1921)
- 1845 - Carlo Agnoletti, presbitero e storico italiano († 1913)
- 1846 - Tokugawa Iemochi, militare giapponese († 1866)
- 1847 - Julio Argentino Roca, politico argentino († 1914)
- 1849 - Vincenzo Montenovesi, medico e politico italiano († 1931)
- 1849 - Emmerich Alexius Swoboda, scultore austriaco († 1920)
- 1850 - Frédérich Bataille, poeta, insegnante e micologo francese († 1946)
- 1850 - John Hawtrey, calciatore inglese († 1925)
- 1850 - Eduard Niczky, pittore tedesco († 1919)
- 1852 - Enrico Morselli, psichiatra e antropologo italiano († 1929)
- 1853 - Léon Jehin, direttore d'orchestra e compositore belga († 1928)
- 1853 - Alexius Meinong, filosofo austriaco († 1920)
- 1853 - Ludwik Ćwikliński, filologo classico polacco († 1942)
- 1857 - Lodovico Gavazzi, imprenditore e politico italiano († 1944)
- 1858 - Florence Balcombe, britannica († 1937)
- 1858 - Victor Liotard, farmacista, esploratore e politico francese († 1916)
- 1859 - Luis Muñoz Rivera, poeta, giornalista e politico portoricano († 1916)
- 1860 - Ferenc Kemény, dirigente sportivo e educatore ungherese († 1944)
- 1860 - Otto Lummer, fisico tedesco († 1925)
- 1860 - Clara Viebig, scrittrice, drammaturga e giornalista tedesca († 1952)
- 1861 - Oskar Jerschke, scrittore tedesco († 1928)
- 1861 - Kiyohara Tama, pittrice, illustratrice e giornalista giapponese († 1939)
- 1861 - Ludwig von Zumbusch, illustratore e disegnatore tedesco († 1927)
- 1862 - Oscar Levertin, scrittore svedese († 1906)
- 1862 - Deva Shamsher Jang Bahadur Rana, politico nepalese († 1914)
- 1862 - Franz Servaes, scrittore tedesco († 1947)
- 1863 - Roberto Ghiglianovich, politico e patriota italiano († 1930)
- 1864 - Franciszek Latinik, generale polacco († 1949)
- 1864 - Angelo Ruffini, biologo e medico italiano († 1929)
- 1865 - Edoardo Bianchi, imprenditore e inventore italiano († 1946)
- 1865 - Ippolito Ragghianti, violinista italiano († 1894)
- 1867 - Leo Jogiches, politico lituano († 1919)
- 1867 - Walther Kausch, chirurgo tedesco († 1928)
- 1868 - Michail Koronatovič Bachirev, ammiraglio russo († 1920)
- 1868 - Leopoldo Metlicovitz, pittore e illustratore italiano († 1944)
- 1869 - Arturo Cuccoli, violoncellista e docente italiano († 1935)
- 1869 - Elena da Persico, giornalista e scrittrice italiana († 1948)
- 1871 - Lyonel Feininger, pittore statunitense († 1956)
- 1873 - Many Benner, pittore e museologo francese († 1965)
- 1873 - Giuseppe Gennaioli, presbitero e poeta italiano († 1946)
- 1873 - Rosa Sensat, docente e pedagogista spagnola († 1961)
- 1874 - Maurizio Barricelli, pittore e giornalista italiano († 1931)
- 1874 - Arthur Cruttenden Mace, egittologo britannico († 1928)
- 1876 - Vittorio Gnecchi, compositore italiano († 1954)
- 1876 - Kamil Krofta, storico, politico e diplomatico cecoslovacco († 1945)
- 1876 - Maksim Maksimovič Litvinov, rivoluzionario, politico e diplomatico russo († 1951)
- 1877 - Herman Jadlowker, tenore russo († 1953)
- 1877 - Adele Lane, attrice statunitense († 1957)
- 1878 - Mabel Van Buren, attrice statunitense († 1947)
- 1879 - Jean Frélaut, pittore e incisore francese († 1954)
- 1879 - Jack Laviolette, hockeista su ghiaccio canadese († 1960)
- 1879 - Gustave Lefebvre, egittologo e grecista francese († 1957)
- 1879 - Tullio Tomba, politico italiano († 1960)
- 1881 - Arzén von Cserépy, sceneggiatore, produttore cinematografico e regista ungherese († 1958)
- 1881 - Il'ja Ivanovič Maškov, pittore russo († 1944)
- 1882 - Rafael Gómez Ortega, torero spagnolo († 1960)
- 1882 - Oswald Holmberg, ginnasta e tiratore di fune svedese († 1969)
- 1882 - Francesco Augusto Masnata, poeta e commediografo italiano († 1974)
- 1882 - József Pokorny, calciatore ungherese († 1955)
- 1882 - James Somerville, militare britannico († 1949)
- 1883 - James Edward Abbe, fotografo statunitense († 1973)
- 1883 - Georges Lorgeou, ciclista su strada francese († 1957)
- 1883 - Mauritz Stiller, regista e attore finlandese († 1928)
- 1884 - Scipione Guidi, violinista italiano († 1966)
- 1884 - Umberto Malvano, calciatore, arbitro di calcio e dirigente sportivo italiano († 1971)
- 1885 - Bror Brenner, velista finlandese († 1923)
- 1885 - Bianca Virginia Camagni, regista, attrice e produttrice cinematografica italiana († 1960)
- 1885 - Walter Lewis, canottiere canadese († 1956)
- 1886 - Cândido Firmino de Mello-Leitão, aracnologo e zoologo brasiliano († 1948)
- 1886 - Giuseppe Scarlattei, pittore italiano († 1962)
- 1886 - Carlo Scialoja, avvocato, politico e giornalista italiano († 1947)
- 1887 - Jack Conway, regista, produttore cinematografico e attore statunitense († 1952)
- 1887 - George Le Guere, attore statunitense († 1947)
- 1887 - Carlo Pastorino, scrittore e poeta italiano († 1961)
- 1888 - Shmuel Yosef Agnon, scrittore e poeta israeliano († 1970)
- 1888 - Milán Füst, scrittore, drammaturgo e poeta ungherese († 1967)
- 1888 - Pavol Peter Gojdič, vescovo cattolico slovacco († 1960)
- 1888 - Konrad Törnqvist, calciatore svedese († 1952)
- 1888 - Lotario Vecchi, editore e fumettista italiano († 1985)
- 1888 - Wilhelm Wetzel, generale tedesco († 1964)
- 1889 - Erle Stanley Gardner, scrittore statunitense († 1970)
- 1890 - Hilma Granqvist, antropologa e sociologa finlandese († 1972)
- 1890 - Auguste Hoël, ginnasta francese († 1967)
- 1890 - Stanley Ridges, attore britannico († 1951)
- 1890 - Luigi Tonelli, critico letterario, critico teatrale e scrittore italiano († 1939)
- 1891 - Maurice Gravelines, calciatore francese († 1973)
- 1891 - R. Henry Grey, attore statunitense († 1934)
- 1891 - Hermann Heller, giurista e politologo tedesco († 1933)
- 1891 - Knut Lund, calciatore finlandese († 1974)
- 1891 - Jean Samazeuilh, tennista francese († 1965)
- 1892 - René Jacolliot, calciatore francese († 1968)
- 1892 - Pëtr Arsen'evič Romanovskij, scacchista russo († 1964)
- 1894 - Konrad von Alberti, generale tedesco († 1967)
- 1894 - Georges Lemaître, fisico e astronomo belga († 1966)
- 1894 - Eino Rastas, maratoneta finlandese († 1967)
- 1894 - Warren Weaver, scienziato e matematico statunitense († 1978)
- 1895 - Osvaldo Barbieri, pittore italiano († 1958)
- 1895 - Angelo Luigi Fiorita, scrittore, poeta e giornalista italiano († 1958)
- 1895 - Egidio Fontana, calciatore italiano
- 1895 - Andrea Schivo, poliziotto italiano († 1945)
- 1895 - Aleksy Sobaszek, religioso polacco († 1942)
- 1895 - Ottorino Tombolan Fava, militare italiano († 1918)
- 1896 - Dante Figoli, sollevatore italiano († 1975)
- 1896 - Werner Marcks, generale tedesco († 1967)
- 1896 - James Rhody, calciatore statunitense († 1944)
- 1897 - Aline van Barentzen, pianista statunitense († 1981)
- 1897 - Giulia Guarino, architetto italiano († 1985)
- 1897 - Max Knoll, ingegnere e inventore tedesco († 1969)
- 1897 - Aaro Pajari, generale finlandese († 1949)
- 1897 - Mario Toselli, calciatore e allenatore di calcio italiano († 1977)
- 1898 - Berenice Abbott, fotografa statunitense († 1991)
- 1898 - Benito Díaz Iraola, calciatore e allenatore di calcio spagnolo († 1990)
- 1898 - Albert Heikenwälder, calciatore austriaco († 1953)
- 1898 - Adam Krzeptowski, fotografo, regista e attore cinematografico polacco († 1961)
- 1899 - Amilcare Bertozzi, imprenditore italiano († 1986)
- 1899 - James Cagney, attore e ballerino statunitense († 1986)
- 1900 - Silvio Bompani, calciatore italiano († 1975)
- 1900 - Lucia Bedarida Servadio, medico italiano († 2006)

## XX secolo(910)
- 1901 - Finn Berstad, dirigente sportivo e calciatore norvegese († 1982)
- 1901 - Albert Béguin, critico letterario e traduttore svizzero († 1957)
- 1901 - Luigi Chinetti, pilota automobilistico, imprenditore e dirigente sportivo italiano († 1994)
- 1901 - Bruno Jasieński, scrittore polacco († 1938)
- 1902 - Achille Dellarole, calciatore italiano († 1984)
- 1902 - Edward Gargan, attore statunitense († 1964)
- 1902 - Giuseppe Greco, avvocato e giurista italiano († 1968)
- 1902 - Silvio Napoli, generale e aviatore italiano († 1961)
- 1902 - Arnold Pihlak, calciatore estone († 1982)
- 1902 - Pauls Sokolovs, calciatore e hockeista su ghiaccio lettone († 1971)
- 1902 - Christina Stead, scrittrice australiana († 1983)
- 1904 - Carlo Gianelli, calciatore e allenatore di calcio italiano († 1987)
- 1904 - Martin Hellinger, militare e dentista tedesco († 1988)
- 1905 - William Gargan, attore statunitense († 1979)
- 1905 - Renato Morelli, politico e avvocato italiano († 1977)
- 1905 - Araken, calciatore brasiliano († 1990)
- 1905 - Jacinto Quincoces, calciatore e allenatore di calcio spagnolo († 1997)
- 1905 - Marjorie Reeves, storica britannica († 2003)
- 1905 - Edgar Snow, giornalista, scrittore e sinologo statunitense († 1972)
- 1905 - Edda Soligo, attrice italiana († 1984)
- 1906 - John Carroll, attore statunitense († 1979)
- 1906 - Dunc Gray, pistard australiano († 1996)
- 1906 - Carl-Erik Holmberg, calciatore svedese († 1991)
- 1906 - Theodor Hupfauer, funzionario e militare tedesco († 1993)
- 1906 - Vilmos Kohut, calciatore e allenatore di calcio ungherese († 1986)
- 1906 - Volodymyr Pryjma, ucraino († 1941)
- 1907 - Paolo Enrico Arias, archeologo e funzionario italiano († 1998)
- 1907 - Paul Eugène Magloire, generale e politico haitiano († 2001)
- 1907 - Mario Milano, militare e marinaio italiano († 1941)
- 1907 - Monty Southall, pistard britannico († 1993)
- 1908 - Jean Château, psicologo francese († 1990)
- 1908 - Enzo Fiermonte, pugile, attore e regista italiano († 1993)
- 1908 - Carmelita Maracci, ballerina, coreografa e insegnante statunitense († 1987)
- 1908 - Heinrich Northe, diplomatico tedesco († 1985)
- 1908 - Giovanni Rebolino, calciatore italiano
- 1909 - Julio Bracho, regista e sceneggiatore messicano († 1978)
- 1909 - Frank DeSimone, mafioso statunitense († 1967)
- 1909 - Alfonso Gatto, poeta, scrittore e pittore italiano († 1976)
- 1909 - Fedele Toscani, fotoreporter e fotografo italiano († 1983)
- 1909 - Arthur Geoffrey Walker, matematico e cosmologo britannico († 2001)
- 1910 - Giovanni Ellero, etnologo italiano († 1942)
- 1910 - Alfiero Mezzetti, aviatore e militare italiano († 1939)
- 1910 - Barbara O'Neil, attrice statunitense († 1980)
- 1910 - Frank Olson, biologo statunitense († 1953)
- 1910 - Giuseppe D'Agostinis, generale e aviatore italiano († 1988)
- 1911 - Jean Couturier, cestista francese († 1994)
- 1911 - Attilio Mestroni, calciatore italiano
- 1911 - Maurizio Monti, politico italiano († 1983)
- 1911 - Alejo Santos, generale e politico filippino († 1984)
- 1911 - Frank M. Snowden Jr., storico, latinista e grecista statunitense († 2007)
- 1911 - Sergej Stoljarov, attore sovietico († 1969)
- 1911 - Charles Umlauf, scultore statunitense († 1994)
- 1911 - Yang Jiang, scrittrice e traduttrice cinese († 2016)
- 1912 - Michael Gilbert, scrittore britannico († 2006)
- 1912 - Pál Kovács, schermidore ungherese († 1995)
- 1912 - Luigi Maini, pittore italiano († 1995)
- 1912 - Irene Manning, attrice e cantante statunitense († 2004)
- 1912 - Mario Nudi, militare e poliziotto italiano († 1945)
- 1912 - Aligi Sassu, pittore e scultore italiano († 2000)
- 1912 - Folco Tempesti, poeta, scrittore e docente italiano († 1992)
- 1913 - Segundo Castillo Varela, calciatore peruviano († 1993)
- 1913 - Roger Garaudy, scrittore, filosofo e attivista francese († 2012)
- 1913 - Kálmán Hazai, pallanuotista ungherese († 1996)
- 1913 - Gerhard Palitzsch, militare tedesco († 1944)
- 1913 - Giuseppe Pompilj, matematico e statistico italiano († 1968)
- 1913 - Helmut Schneider, calciatore tedesco († 1984)
- 1913 - Corrado Silvestrelli, calciatore italiano
- 1913 - Carlo Tolotti, matematico italiano († 1991)
- 1914 - Umberto Branchini, imprenditore italiano († 1997)
- 1914 - Carl Kotchian, dirigente d'azienda statunitense († 2008)
- 1914 - James Purdy, scrittore statunitense († 2009)
- 1914 - Eleanor Steber, soprano statunitense († 1990)
- 1914 - Gino de Giorgi, ammiraglio italiano († 1979)
- 1915 - Olavi Alakulppi, fondista e militare finlandese († 1990)
- 1915 - Dorothy Poynton-Hill, tuffatrice statunitense († 1995)
- 1915 - Benvenuto Ratto, ufficiale italiano († 1941)
- 1915 - Arthur Rothstein, fotografo statunitense († 1985)
- 1916 - Aleksander Gieysztor, storico polacco († 1999)
- 1916 - Joe Robbie, dirigente sportivo, avvocato e imprenditore statunitense († 1990)
- 1916 - Giorgio Vaccarino, storico, partigiano e archivista italiano († 2010)
- 1917 - Lou Boudreau, giocatore di baseball, cestista e dirigente sportivo statunitense († 2001)
- 1917 - Phyllis Diller, attrice e doppiatrice statunitense († 2012)
- 1917 - Kenan Evren, politico e generale turco († 2015)
- 1917 - Dady Orsi, pittore, incisore e illustratore italiano († 2003)
- 1917 - Christiane Rochefort, scrittrice francese († 1998)
- 1917 - Juan Tuñas, calciatore cubano († 2011)
- 1918 - Carlos Manuel Arana Osorio, generale, politico e ambasciatore guatemalteco († 2003)
- 1918 - Choe Kwang, generale e politico nordcoreano († 1997)
- 1918 - Chandler Robbins, ornitologo statunitense († 2017)
- 1918 - Giorgio Solaroli di Briona, nobile, militare e aviatore italiano († 1996)
- 1918 - Ángel Zubieta, allenatore di calcio e calciatore spagnolo († 1985)
- 1919 - Mario Cesanelli, calciatore italiano
- 1919 - Eugenio Maggi, anarchico e antifascista italiano († 2003)
- 1919 - Anne-Marie Meyer, saggista e storica tedesca († 2004)
- 1919 - Erich Peter, generale tedesco († 1987)
- 1920 - Nils Bohlin, ingegnere svedese († 2002)
- 1920 - Marko Brainović, pallanuotista jugoslavo († 2010)
- 1920 - Michelangelo Dall'Armellina, politico italiano († 1992)
- 1920 - Per Frantzen, calciatore norvegese († 2005)
- 1920 - Gordon Gould, fisico statunitense († 2005)
- 1920 - Louis Jacobs, teologo e rabbino britannico († 2006)
- 1920 - Rudolf Kárpáti, schermidore ungherese († 1999)
- 1920 - Louis Lachenal, alpinista francese († 1955)
- 1920 - Juan Antonio Samaranch, dirigente sportivo e politico spagnolo († 2010)
- 1920 - June Vincent, attrice statunitense († 2008)
- 1920 - Helen Walker, attrice statunitense († 1968)
- 1921 - Pío Corcuera, calciatore argentino († 2011)
- 1921 - Acquanetta, attrice statunitense († 2004)
- 1921 - Guido Giambartolomei, produttore cinematografico e dirigente sportivo italiano († 2013)
- 1921 - Eugenio Guglielminetti, scenografo, costumista e pittore italiano († 2006)
- 1921 - Alick Isaacs, virologo e medico britannico († 1967)
- 1921 - Ettore Perani, calciatore italiano († 1971)
- 1921 - Ernst Stettler, ciclista su strada svizzero († 2001)
- 1921 - Hannah Szenes, militare e poetessa ungherese († 1944)
- 1921 - Frank Teräskari, sollevatore finlandese († 2004)
- 1921 - Antonio Vismara, calciatore italiano
- 1922 - Lillian Hayman, attrice e cantante statunitense († 1994)
- 1922 - Marjorie Kellogg, scrittrice e sceneggiatrice statunitense († 2005)
- 1922 - Peter Kippax, calciatore inglese († 1987)
- 1922 - Julio López, pallanuotista uruguaiano
- 1922 - Tetsurō Tamba, attore giapponese († 2006)
- 1923 - Iro Bonci, calciatore italiano († 1977)
- 1923 - Bruno Callieri, psichiatra italiano († 2012)
- 1923 - John Newton Cooper, ingegnere, pilota automobilistico e imprenditore britannico († 2000)
- 1923 - Carmine De Angelis, pittore italiano († 1986)
- 1923 - Francesca Edera De Giovanni, partigiana italiana († 1944)
- 1923 - Traian Ionescu, allenatore di calcio e calciatore rumeno († 2006)
- 1924 - Gerrit Blaauw, informatico olandese († 2018)
- 1924 - Len Duquemin, calciatore inglese († 2003)
- 1924 - Marilyn Harris, attrice statunitense († 1999)
- 1924 - Ignacio Romo, cestista messicano († 2007)
- 1925 - Carla Boni, cantante italiana († 2009)
- 1925 - Anita Lasker-Wallfisch, violoncellista tedesca
- 1925 - Jimmy Scott, cantante statunitense († 2014)
- 1926 - Rinaldo Cappellini, ex calciatore italiano
- 1926 - Édouard Carpentier, wrestler francese († 2010)
- 1926 - Willis Carto, politico statunitense († 2015)
- 1926 - Arrigo Levi, giornalista, scrittore e conduttore televisivo italiano († 2020)
- 1926 - Carmine Tavano, politico italiano († 2013)
- 1926 - Piero Umiliani, compositore, polistrumentista e direttore d'orchestra italiano († 2001)
- 1926 - Lorenza de' Medici di Ottajano, giornalista e scrittrice italiana († 2024)
- 1927 - Jean Casadesus, pianista francese († 1972)
- 1927 - Luigi De Marchi, psicologo e saggista italiano († 2010)
- 1927 - Trixie Gardner, politica australiana († 2024)
- 1927 - Ed Leede, cestista e allenatore di pallacanestro statunitense († 2018)
- 1927 - Ezio Leoni, compositore, arrangiatore e produttore discografico italiano († 2015)
- 1927 - Juan Miguel Lope Blanch, linguista e filologo spagnolo († 2002)
- 1927 - Dario Maraschin, imprenditore e dirigente sportivo italiano († 1989)
- 1927 - Heinz Satrapa, calciatore e allenatore di calcio tedesco orientale († 2001)
- 1927 - Konrad Winterstein, ex calciatore tedesco
- 1927 - Maria Wonenburger, matematica spagnola († 2014)
- 1928 - Ion Alecsandrescu, calciatore e dirigente sportivo rumeno († 2000)
- 1928 - Sante Calogero, attore e doppiatore italiano († 2005)
- 1928 - Vince Guaraldi, compositore, pianista e musicista statunitense († 1976)
- 1928 - Arturo La Pegna, produttore cinematografico e produttore televisivo italiano († 2001)
- 1928 - Joe Morello, batterista statunitense († 2011)
- 1929 - Vasco Modena, ciclista su strada italiano († 2016)
- 1929 - Johann Riegler, calciatore austriaco († 2011)
- 1929 - Victor Scerri, calciatore maltese († 2019)
- 1929 - Helene Stanley, attrice statunitense († 1990)
- 1930 - Jan Czepułkowski, sollevatore polacco († 2016)
- 1930 - James Dunbar, canottiere statunitense († 2018)
- 1930 - Sigvard Ericsson, pattinatore di velocità su ghiaccio svedese († 2019)
- 1930 - Giuseppe Mifsud Bonnici, magistrato e giurista maltese († 2019)
- 1931 - German Alekseevič Fëdorov-Davydov, storico, archeologo e numismatico russo († 2000)
- 1931 - Hanna Fenichel Pitkin, filosofa e politologa tedesca († 2023)
- 1931 - Padre Eligio, presbitero italiano
- 1931 - Caroline Graham, scrittrice, sceneggiatrice e attrice inglese
- 1931 - Sergio Strizzi, fotografo italiano († 2004)
- 1932 - Alfio Caltabiano, attore, regista e sceneggiatore italiano († 2007)
- 1932 - Niccolò Castiglioni, compositore e pianista italiano († 1996)
- 1932 - Giorgio Ghezzi, politico italiano († 2005)
- 1932 - Red Kerr, cestista e allenatore di pallacanestro statunitense († 2009)
- 1932 - Wojciech Kilar, compositore polacco († 2013)
- 1932 - Quino, fumettista argentino († 2020)
- 1932 - Slick Leonard, cestista, allenatore di pallacanestro e dirigente sportivo statunitense († 2021)
- 1932 - Odette Prévost, religiosa francese († 1995)
- 1932 - Colin Webster, calciatore gallese († 2001)
- 1933 - Elvira Banotti, giornalista e scrittrice italiana († 2014)
- 1933 - Bruno Di Porto, storico italiano († 2023)
- 1933 - Mimi Hines, attrice, cantante e cabarettista canadese († 2024)
- 1933 - Karmenu Mifsud Bonnici, politico maltese († 2022)
- 1934 - Ján Andrejkovič, ex calciatore cecoslovacco
- 1934 - Moreno Bambi, dirigente d'azienda e politico italiano († 2006)
- 1934 - Kåre Bjørnsen, calciatore norvegese († 1993)
- 1934 - Francisco Borrell, cestista spagnolo († 1992)
- 1934 - Giuliana Morandini, scrittrice, saggista e critica letteraria italiana († 2019)
- 1934 - Lucio Tan, imprenditore cinese
- 1935 - Diahann Carroll, attrice e cantante statunitense († 2019)
- 1935 - Benjamin Civiletti, avvocato, politico e magistrato statunitense († 2022)
- 1935 - Zbigniew Dregier, ex cestista polacco
- 1935 - Anna Montinari, attrice teatrale e modella italiana († 2022)
- 1935 - Juan Carlos Murúa, calciatore argentino († 2023)
- 1935 - Donald Sutherland, attore canadese († 2024)
- 1935 - Marvin R. Wilson, biblista statunitense
- 1936 - Claude Gibson, ex giocatore di football americano statunitense
- 1936 - Bill Groman, giocatore di football americano statunitense († 2020)
- 1936 - Jair Marinho, calciatore brasiliano († 2020)
- 1936 - James Margolis, schermidore statunitense († 2025)
- 1936 - Lino Pizzoferrato, ciclista su strada italiano († 2024)
- 1936 - Giampiero Poggiali Berlinghieri, pittore e scultore italiano († 2021)
- 1936 - Eric Yeo, pallanuotista singaporiano († 2015)
- 1937 - John DeRoss, mafioso statunitense
- 1937 - Richard Gombrich, indologo britannico
- 1937 - Raisa Michajlova, cestista sovietica († 2014)
- 1937 - Richard Pearlman, regista teatrale e direttore artistico statunitense († 2006)
- 1938 - Franz Alt, giornalista e saggista tedesco
- 1938 - Tom Moore, ex giocatore di football americano statunitense
- 1939 - Milva, cantante e attrice italiana († 2021)
- 1939 - Antonio Briones, allenatore di calcio spagnolo
- 1939 - Spencer Davis, musicista e polistrumentista britannico († 2020)
- 1939 - Norbert Felsinger, ex pattinatore artistico su ghiaccio austriaco
- 1939 - Rubén Adán González, ex calciatore uruguaiano
- 1939 - Abd al-Fattah Isma'il, politico yemenita († 1986)
- 1939 - Carla Lowry, cestista, allenatrice di pallacanestro e dirigente sportiva statunitense († 2015)
- 1939 - Valve Lüütsepp, ex cestista sovietica
- 1939 - José Moris, ex calciatore cileno
- 1939 - Robert Schwartz, ex pallanuotista sudafricano
- 1939 - Gusztáv Szepesi, calciatore ungherese († 1987)
- 1939 - Ramaz Urushadze, calciatore sovietico († 2012)
- 1939 - Valerij Voronin, calciatore sovietico († 1984)
- 1940 - Faysal al-Husayni, politico palestinese († 2001)
- 1940 - Joe Baker, calciatore e allenatore di calcio inglese († 2003)
- 1940 - Giuliano Berretta, dirigente d'azienda italiano († 2025)
- 1940 - Tim Brooke-Taylor, comico, attore e sceneggiatore inglese († 2020)
- 1940 - Guido Calvi, avvocato e politico italiano
- 1940 - Vittorio Catani, scrittore italiano († 2020)
- 1940 - Anna Maria D'Ascenzo, funzionaria italiana
- 1940 - Marie-Thérèse Humbert, giornalista e scrittrice mauriziana
- 1940 - Marina Karella, pittrice e scenografa greca
- 1941 - Jean-Claude Bourret, giornalista e conduttore televisivo francese
- 1941 - Ronald W. Davis, biochimico e genetista statunitense
- 1941 - Vasco Dugini, ex calciatore italiano
- 1941 - Gian Pietro Favaro, politico italiano
- 1941 - Leopoldo Cintra Frías, generale e politico cubano
- 1941 - Gribouille, cantante francese († 1968)
- 1941 - Fred Halsted, regista e attore pornografico statunitense († 1989)
- 1941 - Daryle Lamonica, giocatore di football americano statunitense († 2022)
- 1941 - Cornel Mărculescu, ex pallanuotista e arbitro di pallanuoto rumeno
- 1941 - Abramo Pagani, calciatore italiano († 2024)
- 1941 - Roberto Rivas, calciatore salvadoregno († 1972)
- 1941 - Achim Warmbold, ex pilota automobilistico tedesco
- 1942 - France Anglade, attrice e modella francese († 2014)
- 1942 - Roberto Derlin, calciatore e allenatore di calcio italiano († 2021)
- 1942 - Connie Hawkins, cestista statunitense († 2017)
- 1942 - Mahamat Idriss, altista ciadiano († 1987)
- 1942 - Michael Seresin, direttore della fotografia neozelandese
- 1942 - Ariel Toaff, storico italiano
- 1942 - Steve Wright, giocatore di football americano statunitense († 2025)
- 1942 - Giovanni Zarro, politico e avvocato italiano
- 1943 - Shlomo Ben-Ami, diplomatico, politico e storico israeliano
- 1943 - Vadim Ivanov, allenatore di calcio e calciatore sovietico († 1996)
- 1943 - Alfredo Mantica, politico italiano
- 1943 - Valentino Miserachs Grau, presbitero, direttore di coro e compositore spagnolo
- 1944 - René Bouloc, attore francese († 2013)
- 1944 - Jean-Claude Brisseau, regista, produttore cinematografico e sceneggiatore francese († 2019)
- 1944 - Mario Calosi, ex calciatore italiano
- 1944 - Aleksandr Dreval', ex pallanuotista sovietico
- 1944 - José Hernández, ex pugile spagnolo
- 1944 - Tom Kalinske, imprenditore statunitense
- 1944 - Catherine Schell, attrice ungherese
- 1944 - Carlos Alberto Torres, calciatore e allenatore di calcio brasiliano († 2016)
- 1944 - Ronnie Von, cantante, showman e attore brasiliano
- 1944 - Wang Xi'An, artista marziale cinese († 2024)
- 1945 - Alessandro di Jugoslavia, principe jugoslavo
- 1945 - Antony Anandarayar, arcivescovo cattolico indiano († 2021)
- 1945 - István Juhász, calciatore ungherese († 2024)
- 1945 - Olavi Litmanen, ex calciatore finlandese
- 1945 - Carlos Miranda, pianista, compositore e attore spagnolo († 2016)
- 1945 - Pier Giorgio Solinas, antropologo italiano
- 1946 - Bob Allen, ex cestista statunitense
- 1946 - Alun Armstrong, attore britannico
- 1946 - Ellade Bandini, batterista italiano
- 1946 - Giannalberto Bendazzi, storico del cinema e giornalista italiano († 2021)
- 1946 - José Catieau, ciclista su strada francese († 2023)
- 1946 - Anacleto Cordeiro Gonçalves de Oliveira, vescovo cattolico portoghese († 2020)
- 1946 - Peter Cormack, calciatore e allenatore di calcio scozzese († 2024)
- 1946 - Eric Leman, ex ciclista su strada belga
- 1946 - Bob Warren, cestista statunitense († 2014)
- 1947 - Corrado Clini, dirigente pubblico italiano
- 1947 - Wolfgang Flür, musicista tedesco
- 1947 - Ilanit, cantante israeliana
- 1947 - Žarko Knežević, cestista jugoslavo († 2020)
- 1947 - Abraham Laboriel, bassista messicano
- 1947 - Lorenzo Lauria, giocatore di bridge italiano
- 1947 - Dominick Montiglio, mafioso e collaboratore di giustizia statunitense († 2021)
- 1947 - Camilla Shand, nobile inglese
- 1947 - Pham Xuan Tong, artista marziale vietnamita
- 1948 - Ron Asheton, chitarrista statunitense († 2009)
- 1948 - Stanisław Bosy, vescovo polacco
- 1948 - Ögmundur Jónasson, politico islandese
- 1948 - Franco Mancini, calciatore e allenatore di calcio italiano († 2006)
- 1948 - Kōzō Morishita, regista, produttore cinematografico e produttore televisivo giapponese
- 1948 - Barbara Rae-Venter, genealogista neozelandese
- 1948 - Wayne Sleep, ballerino, attore e coreografo britannico
- 1949 - Geezer Butler, bassista e compositore britannico
- 1949 - Chico Freeman, sassofonista statunitense
- 1949 - Andrej Fursenko, fisico, imprenditore e politico russo
- 1949 - Pantelis Nikolaou, ex calciatore greco
- 1949 - Bruno Pradal, attore francese († 1992)
- 1949 - Heinz Winkler, cuoco e imprenditore italiano († 2022)
- 1949 - Sumika Yamamoto, fumettista giapponese
- 1950 - Phoebe Snow, cantautrice e chitarrista statunitense († 2011)
- 1950 - Rob Guest, attore e cantante inglese († 2008)
- 1950 - John Hooper, giornalista e scrittore britannico
- 1950 - Lorenzo Massarotto, alpinista italiano († 2005)
- 1950 - Matteo Pizzigallo, storico e saggista italiano († 2018)
- 1950 - Riad Salameh, banchiere e economista libanese
- 1950 - Guido Tendas, politico italiano
- 1950 - Derek de Lint, attore olandese
- 1951 - Lucie Arnaz, attrice statunitense
- 1951 - Xavier de Marnhac, generale francese
- 1951 - Mark Bowden, scrittore statunitense
- 1951 - Spartak Braho, politico albanese
- 1951 - Zenos Frudakis, scultore statunitense
- 1951 - Florian Kronbichler, politico e giornalista italiano
- 1951 - Duško Mrduljaš, ex canottiere croato
- 1952 - Thomas Ahlström, ex calciatore svedese
- 1952 - Carmen Balagué, attrice spagnola
- 1952 - Carlo Della Corna, allenatore di calcio e calciatore italiano († 2018)
- 1952 - David Hasselhoff, attore, produttore televisivo e cantante statunitense
- 1952 - Nicolette Larson, cantante statunitense († 1997)
- 1952 - Mario Loporto, ex calciatore maltese
- 1952 - Carlos Ángel López, calciatore argentino († 2018)
- 1952 - Robert McCammon, romanziere statunitense
- 1952 - Birgit Palzkill, ex cestista e ex pesista tedesca
- 1952 - Paul Pape, attore, animatore e doppiatore statunitense
- 1952 - Sabina Siniscalchi, politica italiana
- 1953 - Giovanni Badino, fisico, speleologo e esploratore italiano († 2017)
- 1953 - Brian Bullard, ballerino, coreografo e insegnante statunitense
- 1953 - Thomas Carter, regista, produttore televisivo e attore statunitense
- 1953 - Élisabeth Crouzet-Pavan, storica e docente francese
- 1953 - Feliciano Di Blasi, preparatore atletico italiano
- 1953 - Gianni Marilotti, scrittore e politico italiano
- 1953 - Martha Cheung, linguista e traduttrice cinese († 2013)
- 1953 - Mike Thomas, giocatore di football americano statunitense († 2019)
- 1953 - Roi Vaara, artista finlandese
- 1954 - Rick Barnes, allenatore di pallacanestro statunitense
- 1954 - Moses Elisaf, politico e medico greco († 2023)
- 1954 - Roberto Galli, biologo, micologo e giornalista italiano
- 1954 - Angela Merkel, politica tedesca
- 1954 - José Mina, ex calciatore colombiano
- 1954 - Steve Myer, ex giocatore di football americano statunitense
- 1954 - Edward Natapei, politico vanuatuano († 2015)
- 1954 - Nguyễn Xuân Phúc, politico vietnamita
- 1954 - J. Michael Straczynski, fumettista, sceneggiatore e scrittore statunitense
- 1954 - Gerhard Wagner, presbitero austriaco
- 1955 - Claudio Barbaro, politico e dirigente sportivo italiano
- 1955 - Giorgio Corbelli, imprenditore e dirigente sportivo italiano
- 1955 - Gu Yong-jo, pugile nordcoreano († 2001)
- 1955 - Francesca Marciano, scrittrice, sceneggiatrice e attrice italiana
- 1955 - Jomo Sono, dirigente sportivo, allenatore di calcio e ex calciatore sudafricano
- 1955 - Paul Stamets, micologo e saggista statunitense
- 1955 - Fei Yu Ching, cantante e compositore taiwanese
- 1956 - Valentina Aprea, politica italiana
- 1956 - Julie Bishop, politica australiana
- 1956 - Angelo Cannavacciuolo, scrittore, sceneggiatore e regista italiano
- 1956 - Jürgen Groh, ex calciatore tedesco
- 1956 - Mike Santos, cestista statunitense († 2008)
- 1956 - Rajkumar Santoshi, regista e produttore cinematografico indiano
- 1956 - Ken Tralnberg, giocatore di curling canadese
- 1956 - Bryan Trottier, ex hockeista su ghiaccio canadese
- 1957 - Tico Brown, ex cestista statunitense
- 1957 - Franci Conforti, scrittrice di fantascienza italiana
- 1957 - Fabio Dal Zotto, ex schermidore italiano
- 1957 - Jean-Claude Dunyach, scrittore francese
- 1957 - Wendy Freedman, astronoma canadese
- 1957 - Shinobu Otake, attrice giapponese
- 1957 - Aleksandr Konstantinovič Petrov, regista e animatore russo
- 1957 - Daniel J. Siegel, psichiatra statunitense
- 1957 - Rosie Walker, ex cestista statunitense
- 1958 - Daniele Archibugi, economista, filosofo e scrittore italiano
- 1958 - Helmut Krieger, ex pesista polacco
- 1958 - Marise Kruger, ex tennista sudafricana
- 1958 - Jacques Lemonnier, fumettista francese
- 1958 - János Mózner, calciatore e giocatore di calcio a 5 ungherese († 2015)
- 1958 - Susan Silver, statunitense
- 1958 - Patti Vande, ex giocatrice di curling canadese
- 1958 - Wong Kar-wai, regista, sceneggiatore e produttore cinematografico hongkonghese
- 1959 - Alfred Achermann, ex ciclista su strada svizzero
- 1959 - Baltazar Maria de Morais Júnior, ex calciatore brasiliano
- 1959 - Franco Bragagna, telecronista sportivo italiano
- 1959 - Maurizio Braghin, allenatore di calcio e ex calciatore italiano
- 1959 - Bobby Davison, allenatore di calcio e ex calciatore inglese
- 1959 - Bruno Esposito, presbitero e giurista italiano
- 1959 - Pedro Herrera, ex calciatore spagnolo
- 1959 - Janet Kavandi, ex astronauta e chimica statunitense
- 1959 - Michael Manniche, ex calciatore danese
- 1959 - Victor Nogueira, ex calciatore e ex giocatore di calcio a 5 portoghese
- 1959 - Jesús Nogueiras, scacchista cubano
- 1959 - Maurizio Piovani, ex ciclista su strada e dirigente sportivo italiano
- 1959 - Kōnstantínos Tasoúlas, avvocato e politico greco
- 1959 - Zarina Wahab, attrice indiana
- 1960 - Massimo Arcangeli, linguista, politico e sociologo italiano
- 1960 - Johnny Briceño, politico beliziano
- 1960 - Andrea Mandorlini, allenatore di calcio e ex calciatore italiano
- 1960 - Krzysztof Nitkiewicz, vescovo cattolico polacco
- 1960 - Scott Norwood, ex giocatore di football americano statunitense
- 1960 - Frank O'Mara, ex mezzofondista irlandese
- 1960 - Pilar Rubiales, ex cestista spagnola
- 1960 - Robin Shou, attore, artista marziale e stuntman hongkonghese
- 1960 - Ama Tutu Muna, politica camerunese
- 1960 - Dawn Upshaw, soprano statunitense
- 1960 - Jan Wouters, allenatore di calcio, dirigente sportivo e ex calciatore olandese
- 1960 - Damiano Zoffoli, politico e medico italiano
- 1961 - António Costa, avvocato e politico portoghese
- 1961 - Silvio Demanuele, ex calciatore maltese
- 1961 - Guru, rapper, produttore discografico e attore statunitense († 2010)
- 1961 - Arturo Eduardo Fajardo Bustamante, vescovo cattolico uruguaiano
- 1961 - Carla Garbarino, triatleta italiana
- 1961 - Barbara Hall, sceneggiatrice, produttrice televisiva e scrittrice statunitense
- 1961 - Blair Horn, ex canottiere canadese
- 1961 - Henning Lohner, regista e compositore tedesco
- 1961 - Nicholas Rossiter, produttore televisivo inglese († 2004)
- 1961 - Antonino Rubino, militare italiano († 1992)
- 1961 - Simon West, regista e produttore televisivo britannico
- 1961 - Zbigniew Zamachowski, attore, compositore e cantante polacco
- 1962 - Jay Barrs, arciere statunitense
- 1962 - Scott Z. Burns, sceneggiatore, regista e produttore cinematografico statunitense
- 1962 - Iván, cantante spagnolo
- 1962 - Patricio Mardones, ex calciatore cileno
- 1962 - Bill Sage, attore statunitense
- 1962 - Dominique Đặng Văn Cầu, vescovo cattolico vietnamita
- 1963 - Regina Belle, cantautrice statunitense
- 1963 - Davide Brivio, dirigente sportivo italiano
- 1963 - Anna Calemme, cantautrice italiana
- 1963 - Katherine Clark, politica statunitense
- 1963 - Joseph Huỳnh Văn Sỹ, vescovo cattolico vietnamita
- 1963 - Ian James, ex lunghista canadese
- 1963 - Letsie III del Lesotho, re lesothiano
- 1963 - Gunnar Mohr, ex calciatore faroese
- 1963 - Matti Nykänen, saltatore con gli sci e cantante finlandese († 2019)
- 1963 - Pierre-Paul Renders, regista belga
- 1963 - Kim Shattuck, cantante e chitarrista statunitense († 2019)
- 1963 - John Ventimiglia, attore statunitense
- 1964 - Andy Abraham, cantante britannico
- 1964 - Brandy Alexandre, ex attrice pornografica statunitense
- 1964 - Milorad Bilbija, ex calciatore bosniaco
- 1964 - Roger Franzén, allenatore di calcio e ex calciatore svedese
- 1964 - Earl Jones, ex mezzofondista statunitense
- 1964 - Hajime Kanzaka, scrittore giapponese
- 1964 - Zsuzsanna Kranjecz, ex cestista ungherese
- 1964 - Heather Langenkamp, attrice statunitense
- 1964 - Craig Morgan, cantante statunitense
- 1964 - Barry Word, ex giocatore di football americano statunitense
- 1965 - Lee Ki-keun, ex calciatore sudcoreano
- 1965 - Alessandro Lucci, procuratore sportivo italiano
- 1965 - Ettore Maria Mazzola, architetto, urbanista e restauratore italiano
- 1965 - Giuseppe Nardelli, militare italiano
- 1965 - Gerhard Pilz, ex slittinista austriaco
- 1965 - Santiago Segura, attore, regista e sceneggiatore spagnolo
- 1965 - Bastian Sick, giornalista e scrittore tedesco
- 1965 - Tjark de Vries, canottiere olandese
- 1965 - Alex Winter, attore, regista e sceneggiatore inglese
- 1966 - Vitali Alxasov, ex calciatore azero
- 1966 - Lou Barlow, cantautore statunitense
- 1966 - Riccardo Favero, direttore d'orchestra, clavicembalista e organista italiano
- 1966 - Nemesio Oseguera Cervantes, criminale messicano
- 1966 - Frédéric Protat, pilota motociclistico francese
- 1966 - Marco Vaccari, ex velocista italiano
- 1966 - Zhiying Zeng, tennistavolista cinese
- 1967 - Ignazio Angioni, politico italiano
- 1967 - Dmitrij Apanasenko, pallanuotista russo
- 1967 - Susan Ashton, cantante statunitense
- 1967 - Michele Coppolillo, ex ciclista su strada italiano
- 1967 - René Friedl, ex slittinista tedesco
- 1967 - Elmar Huseynov, giornalista azero († 2005)
- 1967 - Li Xiao, allenatore di calcio e ex calciatore cinese
- 1967 - Regina Lund, cantante e attrice finlandese
- 1967 - Paolo Mastrantonio, ex calciatore italiano
- 1967 - Kevin Pritchard, ex cestista, allenatore di pallacanestro e dirigente sportivo statunitense
- 1967 - Loredana Rossi, ex triplista italiana
- 1967 - Marcel Sulliger, ex sciatore alpino svizzero
- 1967 - Bengt Zikarsky, ex nuotatore tedesco
- 1967 - Björn Zikarsky, ex nuotatore tedesco
- 1968 - Francesca Carbone, ex velocista italiana
- 1968 - Hakan Fidan, politico e funzionario turco
- 1968 - Davis Kamoga, ex velocista ugandese
- 1968 - Beth Littleford, attrice e personaggio televisivo statunitense
- 1968 - Daniel Monzón, regista, sceneggiatore e attore spagnolo
- 1968 - Bitty Schram, attrice statunitense
- 1968 - Christian Taylor, sceneggiatore, regista e produttore televisivo britannico
- 1968 - Leanne Walker, ex cestista neozelandese
- 1968 - Birgit Wolfram, ex sciatrice alpina austriaca
- 1968 - Yang Xinhai, serial killer cinese († 2004)
- 1969 - Karin Brienesse, ex nuotatrice olandese
- 1969 - Jason Clarke, attore australiano
- 1969 - F. Gary Gray, regista e produttore cinematografico statunitense
- 1969 - Jaan Kirsipuu, dirigente sportivo e ex ciclista su strada estone
- 1969 - Kazuki Kitamura, attore giapponese
- 1969 - Fernán Mirás, attore argentino
- 1969 - Alessandra Necci, scrittrice e biografa italiana
- 1969 - Ivan Oranges, allenatore di calcio a 5 italiano
- 1969 - Diego Soñora, ex calciatore argentino
- 1969 - Addy Valero, politica venezuelana († 2020)
- 1969 - Jonas Wirmola, allenatore di calcio e ex calciatore svedese
- 1970 - George Bridges, nobile e politico britannico
- 1970 - Antonio Decaro, politico italiano
- 1970 - Giacomo Fiorenza, musicista e produttore discografico italiano
- 1970 - Arlene Foster, politica britannica
- 1970 - Laurence R. Harvey, attore britannico
- 1970 - Doug Lefler, regista, sceneggiatore e animatore statunitense
- 1970 - Simona Lo Iacono, scrittrice italiana
- 1970 - Waldemar Malak, sollevatore polacco († 1992)
- 1970 - Pedro Martins, allenatore di calcio e ex calciatore portoghese
- 1970 - Gavin McInnes, giornalista, attivista e comico canadese
- 1970 - Gianfranco Paglia, ex militare e politico italiano
- 1970 - Altin Rraklli, allenatore di calcio e ex calciatore albanese
- 1970 - Ken'ichi Sako, ex cestista e allenatore di pallacanestro giapponese
- 1970 - Mandy Smith, cantante e attrice britannica
- 1971 - Anželina Švačka, cantante lirica e mezzosoprano ucraina
- 1971 - Dražen Brnčić, allenatore di calcio, ex calciatore e ex giocatore di calcio a 5 croato
- 1971 - Albena Brănzova, ex cestista bulgara
- 1971 - Calbert Cheaney, ex cestista, allenatore di pallacanestro e dirigente sportivo statunitense
- 1971 - Mick Cronin, allenatore di pallacanestro statunitense
- 1971 - Cory Doctorow, giornalista e scrittore canadese
- 1971 - Josh Frydenberg, politico australiano
- 1971 - Wilma van Hofwegen, ex nuotatrice olandese
- 1971 - Nico Mattan, ex ciclista su strada belga
- 1971 - Elena Mel'nikova, ex biatleta russa
- 1971 - Tony Rougier, ex calciatore trinidadiano
- 1971 - Aarne Ruben, scrittore estone
- 1972 - Ivan Bormolini, ex sciatore alpino italiano
- 1972 - Donny Marshall, ex cestista statunitense
- 1972 - Erilien, cantante bulgara
- 1972 - Tommaso Pellegrino, politico e medico italiano
- 1972 - Jörn Renzenbrink, ex tennista tedesco
- 1972 - Jason Rullo, batterista statunitense
- 1972 - Jaap Stam, dirigente sportivo, allenatore di calcio e ex calciatore olandese
- 1972 - Eric Williams, ex cestista statunitense
- 1973 - Demétrius Conrado Ferraciú, ex cestista e allenatore di pallacanestro brasiliano
- 1973 - Hana Jendrichovská, ex cestista slovacca
- 1973 - Daimaō Kosaka, comico giapponese
- 1973 - Horacio Llamas, ex cestista messicano
- 1973 - Ken Martin, politico statunitense
- 1973 - Eric Moulds, ex giocatore di football americano statunitense
- 1973 - Aleksandar Todorov, allenatore di pallacanestro macedone
- 1974 - Tim Hecker, produttore discografico e musicista canadese
- 1974 - Claudio López, dirigente sportivo e ex calciatore argentino
- 1974 - Gordon Malone, ex cestista statunitense
- 1974 - Tamás Märcz, ex pallanuotista e allenatore di pallanuoto ungherese
- 1974 - Mohammed Ouseb, ex calciatore namibiano
- 1974 - Raffaella Quattrocchio, ex cestista italiana
- 1975 - Nastimir Ananiev, politico bulgaro
- 1975 - Elena Anaya, attrice spagnola
- 1975 - Robert Andrzejuk, schermidore polacco
- 1975 - Evgenija Artamonova, ex pallavolista russa
- 1975 - Arild Berg, calciatore norvegese († 2019)
- 1975 - Daffney, wrestler statunitense († 2021)
- 1975 - Darude, disc jockey e produttore discografico finlandese
- 1975 - John Flanagan, ex nuotatore statunitense
- 1975 - Robbie Fleck, ex rugbista a 15 e allenatore di rugby a 15 sudafricano
- 1975 - Cécile de France, attrice belga
- 1975 - Loretta Harrop, triatleta australiana
- 1975 - Carey Hart, pilota motociclistico statunitense
- 1975 - Pablo Hinojos-Gonzalez, bassista e chitarrista statunitense
- 1975 - Charles Jones, ex cestista statunitense
- 1975 - Davy Oyen, ex calciatore belga
- 1975 - Cinzia Pellegrino, politica italiana
- 1975 - Nuno Resende, allenatore di hockey su pista e ex hockeista su pista portoghese
- 1975 - Vitolio Tipotio, ex giavellottista francese
- 1975 - Marko Tušek, ex cestista sloveno
- 1975 - Terence Tao, matematico australiano
- 1975 - Vincent Vittoz, ex fondista francese
- 1976 - Luke Bryan, cantautore statunitense
- 1976 - Gino D'Acampo, cuoco e personaggio televisivo italiano
- 1976 - Dagmara Domińczyk, attrice polacca
- 1976 - Andrea Glass, ex tennista tedesca
- 1976 - Mohsin Harthi, ex calciatore saudita
- 1976 - Hisae Iwaoka, fumettista e artista giapponese
- 1976 - Nicola Sartori, ex canottiere italiano
- 1976 - Marcos Senna, dirigente sportivo e ex calciatore brasiliano
- 1976 - Anders Svensson, ex calciatore svedese
- 1976 - Giuseppe Trepiccione, montatore italiano
- 1976 - Eric Winter, attore statunitense
- 1976 - Dimităr Štilijanov, ex pugile bulgaro
- 1977 - Salvatore Cabibbo, allenatore di pallacanestro italiano
- 1977 - Pavel Frána, ex cestista ceco
- 1977 - Paul Heckingbottom, allenatore di calcio e ex calciatore inglese
- 1977 - Leif Hoste, ex ciclista su strada belga
- 1977 - Nina Kreutzmann Jørgensen, cantante e insegnante groenlandese
- 1977 - Marcel Lička, allenatore di calcio e ex calciatore ceco
- 1977 - Édson Mendes dos Reis, ex calciatore brasiliano
- 1977 - Pedro Robles, ex cestista spagnolo
- 1977 - Mario Stecher, ex combinatista nordico austriaco
- 1977 - Wout Wijsmans, ex pallavolista belga
- 1978 - Ricardo Arona, artista marziale misto brasiliano
- 1978 - Ismael Bonilla, pilota motociclistico spagnolo († 2020)
- 1978 - Johana Fuenmayor, schermitrice venezuelana
- 1978 - Iyenemi Furo, ex calciatore nigeriano
- 1978 - Mike Knox, wrestler statunitense
- 1978 - Panda Bear, musicista statunitense
- 1978 - Angela Litschev, poetessa, scrittrice e saggista bulgara
- 1978 - Trevor McNevan, cantautore canadese
- 1978 - Petr Pavlík, ex calciatore ceco
- 1978 - Émilie Simon, cantautrice francese
- 1978 - Katharine Towne, attrice statunitense
- 1978 - Justine Triet, regista e sceneggiatrice francese
- 1978 - Felipe Yagüe Hernández, ex giocatore di calcio a 5 spagnolo
- 1978 - Hanna Vitaliïvna Zatons'kych, scacchista statunitense
- 1978 - Miguel Ángel del Arco Blanco, storico, docente e scrittore spagnolo
- 1979 - Gianluca Cascioli, compositore e pianista italiano
- 1979 - Massimiliano Fusani, ex calciatore italiano
- 1979 - Fred Hale, ex calciatore e giocatore di beach soccer salomonese
- 1979 - Craig Jarrett, ex giocatore di football americano statunitense
- 1979 - Elvir Melunovic, ex calciatore svizzero
- 1979 - Laura Mo, cantante danese
- 1979 - Giampaolo Parisi, allenatore di calcio e ex calciatore italiano
- 1979 - Michael Riegler, ex sciatore alpino liechtensteinese
- 1979 - Rudolf Skácel, ex calciatore ceco
- 1979 - Diego Vida, effettista, regista e sceneggiatore italiano
- 1979 - Juan Manuel Vivaldi, hockeista su prato argentino
- 1979 - Mike Vogel, attore statunitense
- 1979 - Landy Wen, cantante e ballerina taiwanese
- 1980 - Derrick Allen, allenatore di pallacanestro e ex cestista statunitense
- 1980 - Emil Angelov, ex calciatore bulgaro
- 1980 - Javier Camuñas, ex calciatore spagnolo
- 1980 - Mamed Chalidov, artista marziale misto russo
- 1980 - Cody Cillo, ex giocatore di baseball statunitense
- 1980 - Alexandra Escobar, ex sollevatrice ecuadoriana
- 1980 - Cheyne Gadson, ex cestista statunitense
- 1980 - Brett Goldstein, attore, comico e sceneggiatore britannico
- 1980 - Ovidiu Hațegan, arbitro di calcio rumeno
- 1980 - Kaya, cantante e produttore discografico giapponese
- 1980 - Johannes Krause, genetista e biochimico tedesco
- 1980 - Philip Lawrence, cantante statunitense
- 1980 - Ryan Miller, hockeista su ghiaccio statunitense
- 1980 - Mauro Mulazzani, canottiere italiano
- 1980 - Rashid Ramzi, mezzofondista marocchino
- 1980 - José Sand, ex calciatore argentino
- 1980 - Robert Thomas, ex giocatore di football americano statunitense
- 1980 - Nicolas Yunes, fisico argentino
- 1980 - Carlos Zárate Fernández, ex ciclista su strada spagnolo
- 1981 - Noemi Cantele, ex ciclista su strada italiana
- 1981 - Veronica Giannone, politica italiana
- 1981 - Joel Jones, ex cestista portoricano
- 1981 - Jonas Källman, ex pallamanista e allenatore di pallamano svedese
- 1981 - Pamela Pezzutto, tennistavolista italiana
- 1981 - Mélanie Thierry, attrice e ex modella francese
- 1981 - Anthony West, pilota motociclistico australiano
- 1982 - Mohammed Saleem Abdullah, ex cestista qatariota
- 1982 - Sidi Alioum, arbitro di calcio camerunese
- 1982 - Travis Browne, ex artista marziale misto statunitense
- 1982 - Carlo Costly, calciatore honduregno
- 1982 - Wilfried Dalmat, ex calciatore francese
- 1982 - Emil Dică, ex calciatore rumeno
- 1982 - Natasha Hamilton, cantante britannica
- 1982 - Elena Ovčinnikova, sincronetta russa
- 1982 - Marlin Piana, ex calciatore della Repubblica Democratica del Congo
- 1982 - Mihai Pătrașcu, informatico rumeno († 2012)
- 1982 - Bobby Reynolds, ex tennista statunitense
- 1982 - Stefania Spampinato, attrice italiana
- 1982 - Amanda Warren, attrice statunitense
- 1983 - Christian Grindheim, ex calciatore norvegese
- 1983 - Sarah Jones, attrice statunitense
- 1983 - Kim Jin-woo, attore sudcoreano
- 1983 - Marcos Maidana, ex pugile argentino
- 1983 - Marco Né, ex calciatore ivoriano
- 1983 - Ronny Ruatti, ex hockeista su ghiaccio e giocatore di curling italiano
- 1983 - Paul Stutz, ex sciatore alpino canadese
- 1983 - Flávia de Oliveira, modella brasiliana
- 1984 - Liv Boeree, giocatrice di poker, conduttrice televisiva e modella britannica
- 1984 - Antonio Bustamante, ex cestista spagnolo
- 1984 - Matteo Cattini, powerlifter italiano
- 1984 - Tapuwa Kapini, ex calciatore zimbabwese
- 1984 - David Katoatau, sollevatore gilbertese
- 1984 - Manoel Morais Amorim, ex calciatore brasiliano
- 1984 - Albert Serrán, ex calciatore spagnolo
- 1984 - Katie Uhlaender, skeletonista statunitense
- 1985 - Gary Ambroise, allenatore di calcio e ex calciatore francese
- 1985 - Poya Asbaghi, allenatore di calcio svedese
- 1985 - Miguel Ángel Britos, ex calciatore uruguaiano
- 1985 - Jason Aalon Butler, cantante e musicista statunitense
- 1985 - Tom Cullen, attore britannico
- 1985 - Arslan Ekşi, pallavolista turco
- 1985 - Loui Eriksson, hockeista su ghiaccio svedese
- 1985 - Tom Fletcher, musicista e scrittore britannico
- 1985 - Valentino Gallo, pallanuotista italiano
- 1985 - Henning Hauger, calciatore norvegese
- 1985 - Chris Johnson, cestista statunitense
- 1985 - Martin Kohler, ex ciclista su strada svizzero
- 1985 - Renato Margaça, calciatore portoghese
- 1985 - Knut Olav Rindarøy, ex calciatore norvegese
- 1985 - Srđan Simović, calciatore serbo
- 1985 - Ephraim Sykes, attore statunitense
- 1986 - Juan Albín, calciatore uruguaiano
- 1986 - Elvir Čolić, ex calciatore bosniaco
- 1986 - Rusmir Halilović, pallavolista bosniaco
- 1986 - Hamza Hassini, pugile tunisino
- 1986 - Dana, cantante, ballerina e attrice sudcoreana
- 1986 - Angelo Iannelli, cantautore, attore e scrittore italiano
- 1986 - Mojo Rawley, wrestler e ex giocatore di football americano statunitense
- 1986 - Lukas Rifesser, mezzofondista italiano
- 1986 - Elisa Siragusa, politica italiana
- 1986 - Lacey Von Erich, imprenditrice e ex wrestler statunitense
- 1987 - Gemma Beadsworth, pallanuotista australiana
- 1987 - Daniel Brands, ex tennista tedesco
- 1987 - Stevie Brown, giocatore di football americano statunitense
- 1987 - Jan Charouz, pilota automobilistico ceco
- 1987 - Richarno Colin, pugile mauriziano
- 1987 - Isabel Derungs, snowboarder svizzera
- 1987 - Wankelmut, disc jockey tedesco
- 1987 - Tigran Hamasyan, pianista e compositore armeno
- 1987 - Takuya Haneda, canoista giapponese
- 1987 - Jeremih, cantante, rapper e produttore discografico statunitense
- 1987 - José Carlos Fernández Vázquez, ex calciatore spagnolo
- 1987 - Jessica Morlacchi, cantante, bassista e personaggio televisivo italiana
- 1987 - Petru Racu, ex calciatore moldavo
- 1987 - Pablo Martín Ruiz, calciatore argentino
- 1987 - Mike Smith, ex cestista statunitense
- 1987 - Igor Stefanović, calciatore serbo
- 1987 - Ivan Strinić, ex calciatore croato
- 1987 - Zoe de Toledo, canottiera britannica
- 1987 - Andrej Voroncevič, cestista russo
- 1988 - Abdulqədir Abdullayev, pugile azero
- 1988 - Summer Bishil, attrice statunitense
- 1988 - Daniel Brosinski, calciatore tedesco
- 1988 - Silvano Chesani, altista italiano
- 1988 - Giovanni Codrington, velocista olandese
- 1988 - Luiz Fernando, calciatore brasiliano
- 1988 - Guillermo Firpo, calciatore uruguaiano
- 1988 - Konstantinos Flegkas, pallanuotista greco
- 1988 - Guo Yue, ex tennistavolista cinese
- 1988 - Timmy Göransson, giocatore di football americano svedese
- 1988 - Rihards Kuksiks, cestista lettone
- 1988 - Edgar Mejía, ex calciatore messicano
- 1988 - Silvia Olari, cantautrice italiana
- 1988 - Conrad Pridy, ex sciatore alpino canadese
- 1988 - Felipe Sodinha, calciatore brasiliano
- 1988 - Onome Sodje, ex calciatore nigeriano
- 1988 - Stian Sortevik, giocatore di calcio a 5 e ex calciatore norvegese
- 1988 - Luke Stocker, giocatore di football americano statunitense
- 1989 - Nosh A Lody, ex calciatore congolese (Repubblica Democratica del Congo)
- 1989 - Francesca Amato, pugile italiana
- 1989 - Burak Eris, calciatore liechtensteinese
- 1989 - Ștefan Iulius Gavril, mezzofondista rumeno
- 1989 - Davit' Grigoryan, ex calciatore armeno
- 1989 - Ashley Mckenzie, judoka britannico
- 1989 - Meng Suping, sollevatrice cinese
- 1989 - Anes Mravac, allenatore di calcio e ex calciatore svedese
- 1989 - Giuseppe Alessio Nuzzo, regista e sceneggiatore italiano
- 1989 - Pan Feihong, canottiera cinese
- 1989 - Andrew Shinnie, calciatore scozzese
- 1989 - Evelyn Verrasztó, nuotatrice ungherese
- 1990 - Stanislav Bučnev, calciatore russo
- 1990 - J.R. Celski, pattinatore di short track statunitense
- 1990 - Jordon Crawford, cestista statunitense
- 1990 - Nick DeLeon, ex calciatore statunitense
- 1990 - Evandro Oliveira, giocatore di beach volley brasiliano
- 1990 - Chase Ford, giocatore di football americano statunitense
- 1990 - Omar Fraile, ciclista su strada spagnolo
- 1990 - Baptiste Gros, fondista francese
- 1990 - David Haro, calciatore spagnolo
- 1990 - T.J. Johnson, giocatore di football americano statunitense
- 1990 - Michal Jordán, hockeista su ghiaccio ceco
- 1990 - Jop van der Linden, calciatore olandese
- 1990 - Heinz Lindner, calciatore austriaco
- 1990 - Vanessa Low, atleta paralimpica tedesca
- 1990 - Hampus Nilsson, ex calciatore svedese
- 1990 - Petru Ojog, ex calciatore moldavo
- 1990 - Klæmint Olsen, calciatore faroese
- 1990 - Matt Reid, tennista australiano
- 1990 - Leslee Smith, cestista anglo-verginiano
- 1990 - Dominik Solecki, giocatore di calcio a 5 polacco
- 1991 - Volodymyr Adamjuk, calciatore ucraino
- 1991 - Taylor Bruns, pallavolista statunitense
- 1991 - Valentin Coșereanu, calciatore rumeno
- 1991 - Filip Duranski, calciatore macedone
- 1991 - Misael Dávila, calciatore cileno
- 1991 - Oliver Ekman-Larsson, hockeista su ghiaccio svedese
- 1991 - Othman El Kabir, calciatore olandese
- 1991 - Polen Emre, attrice turca
- 1991 - Perdigão, calciatore brasiliano
- 1991 - Viktors Iļjins, cestista lettone
- 1991 - Sunny Jane, calciatore lesothiano
- 1991 - Luka Maksimović, ex giocatore di football americano e politico serbo
- 1991 - Barry Markus, ex ciclista su strada e pistard olandese
- 1991 - Luca Mugelli, pallanuotista italiano
- 1991 - Danny Mwanga, ex calciatore congolese (Repubblica Democratica del Congo)
- 1991 - Mann, rapper statunitense
- 1991 - Richie Towell, calciatore irlandese
- 1991 - Bavon Tshibuabua, ex calciatore congolese (Repubblica Democratica del Congo)
- 1991 - Sergey Xïjnïçenko, calciatore kazako
- 1992 - Sayed Dhiya, calciatore bahreinita
- 1992 - Houleye Ba, velocista e mezzofondista mauritana
- 1992 - Nick Bjugstad, hockeista su ghiaccio statunitense
- 1992 - Vander Blue, cestista statunitense
- 1992 - Igor Bubnjić, allenatore di calcio e ex calciatore croato
- 1992 - Harrison Chad, attore e doppiatore statunitense
- 1992 - Adam Davies, calciatore gallese
- 1992 - Konrad Forenc, calciatore polacco
- 1992 - Billie Lourd, attrice statunitense
- 1992 - Goderdzi Machaidze, calciatore georgiano
- 1992 - Mehdy Metella, nuotatore francese
- 1992 - Anthony Odunsi, ex cestista statunitense
- 1992 - Jason Pagara, pugile filippino
- 1992 - Sverre Lunde Pedersen, pattinatore di velocità su ghiaccio norvegese
- 1992 - Albert Rop, mezzofondista keniota
- 1993 - Naor Abudi, calciatore israeliano
- 1993 - Bernardo Cruz, calciatore spagnolo
- 1993 - José Diogo, hockeista su pista portoghese
- 1993 - Recycled J, rapper spagnolo
- 1993 - Christiano François, calciatore haitiano
- 1993 - Rasoul Garmsiri, lottatore iraniano
- 1993 - Sterling Gibbs, cestista statunitense
- 1993 - Rattikan Gulnoi, sollevatrice thailandese
- 1993 - Jaime Gómez Valencia, calciatore messicano
- 1993 - Tomislav Haramustek, calciatore croato
- 1993 - Tyler Harvey, cestista statunitense
- 1993 - Kevin Larsen, cestista danese
- 1993 - Maksym Marusyč, calciatore ucraino
- 1993 - Nikola Mileusnic, calciatore australiano
- 1993 - Sava Ranđelović, pallanuotista serbo
- 1994 - Jessica Amlee, attrice canadese
- 1994 - Anna Grace Barlow, attrice statunitense
- 1994 - Frank Castañeda, calciatore colombiano
- 1994 - Saba, rapper e produttore discografico statunitense
- 1994 - Diamantīs Chouchoumīs, calciatore greco
- 1994 - Iulian Cristea, calciatore rumeno
- 1994 - Francesco Deli, calciatore italiano
- 1994 - Keysher Fuller, calciatore costaricano
- 1994 - Luca Masso, hockeista su prato argentino
- 1994 - Benjamin Mendy, calciatore francese
- 1994 - Victor Lindelöf, calciatore svedese
- 1994 - Ayrton Preciado, calciatore ecuadoriano
- 1994 - Nika Sichinava, calciatore georgiano
- 1994 - Almir Soto, calciatore colombiano
- 1994 - Tan Ruyin, calciatrice cinese
- 1994 - Daniel Tetour, calciatore ceco
- 1994 - Kali Uchis, cantautrice statunitense
- 1995 - Beyza Arıcı, pallavolista turca
- 1995 - Islomjon Bakhromov, lottatore uzbeko
- 1995 - Zakarias Berg, lottatore svedese
- 1995 - Raffaele Buzzi, combinatista nordico italiano
- 1995 - Wanderson de Jesus Martins, calciatore brasiliano
- 1995 - Ashley Carty, giocatore di snooker inglese
- 1995 - Raheem Edwards, calciatore canadese
- 1995 - Jessy Gálvez López, calciatore belga
- 1995 - Mina Fürst Holtmann, sciatrice alpina norvegese
- 1995 - Dani Iglesias, calciatore spagnolo
- 1995 - Jack Leitch, calciatore scozzese
- 1995 - Rémy Mertz, ciclista su strada belga
- 1995 - Michela Moioli, snowboarder italiana
- 1995 - Gytis Radzevičius, cestista lituano
- 1995 - Mason Rudolph, giocatore di football americano statunitense
- 1995 - Alice Wood, ex ciclista su strada e ex ciclocrossista britannica
- 1995 - Zulfiandi, calciatore indonesiano
- 1995 - Timotej Záhumenský, calciatore slovacco
- 1996 - Hardy Binguila, calciatore congolese (Repubblica del Congo)
- 1996 - Pedro Bortoluzo, calciatore brasiliano
- 1996 - Feliciano Brizuela, calciatore paraguaiano
- 1996 - Gary Chivichyan, cestista statunitense
- 1996 - Grace Fulton, attrice, regista e produttrice televisiva statunitense
- 1996 - Léo Duarte, calciatore brasiliano
- 1996 - Adrián Fuentes González, calciatore spagnolo
- 1996 - Gemma Galli, nuotatrice artistica italiana
- 1996 - Robin Koch, calciatore tedesco
- 1996 - Chloé Tutton, nuotatrice britannica
- 1996 - Chioma Umeala, modella, ballerina e attrice nigeriana
- 1996 - Ulrik Yttergård Jenssen, calciatore norvegese
- 1996 - Marcelo Antônio de Oliveira, calciatore brasiliano
- 1997 - OG Anunoby, cestista nigeriano
- 1997 - Kaylen Bassett, canoista australiano
- 1997 - Luca Cesana, cestista italiano
- 1997 - Amadou Diawara, calciatore guineano
- 1997 - Marko Đurišić, calciatore serbo
- 1997 - Hannah Godfrey, calciatrice britannica
- 1997 - Abdoul Guiebre, calciatore burkinabé
- 1997 - Perla Haney-Jardine, attrice brasiliana
- 1997 - Sigurd Haugen, calciatore norvegese
- 1997 - Jakub Kochanowski, pallavolista polacco
- 1997 - Jean-Philippe Krasso, calciatore ivoriano
- 1997 - Bartosz Kwolek, pallavolista polacco
- 1997 - Josh Nebo, cestista statunitense
- 1997 - Mie Bjørndal Ottestad, ciclista su strada e ciclocrossista norvegese
- 1997 - Katerina Stewart, tennista statunitense
- 1997 - Daniel Trubač, calciatore ceco
- 1997 - Tomáš Wiesner, calciatore ceco
- 1998 - Arilena Ara, cantante albanese
- 1998 - Chris Claybrooks, giocatore di football americano statunitense
- 1998 - Ferdinand Dahl, sciatore freestyle norvegese
- 1998 - Clément Davy, ciclista su strada e pistard francese
- 1998 - Manuel De Luca, calciatore italiano
- 1998 - Gökhan Gül, calciatore tedesco
- 1998 - Riikka Honkanen, ex sciatrice alpina finlandese
- 1998 - Nazeeh Johnson, giocatore di football americano statunitense
- 1998 - Yarin Peretz, calciatore israeliano
- 1998 - Elerson Smith, ex giocatore di football americano statunitense
- 1998 - Arina Surkova, nuotatrice russa
- 1998 - Nicole Terlenghi, ginnasta italiana
- 1998 - Michail Tichonov, calciatore russo
- 1998 - João Victor, calciatore brasiliano
- 1999 - Artëm Avanesjan, calciatore russo
- 1999 - Julija Bravikova, ex ginnasta russa
- 1999 - Gina Conti, cestista statunitense
- 1999 - Micaela Diamond, attrice statunitense
- 1999 - Ndiaga Dieng, atleta paralimpico italiano
- 1999 - Stahl Gubag, calciatore papuano
- 1999 - Kasper Lunding, calciatore danese
- 1999 - Sakarias Opsahl, calciatore norvegese
- 1999 - Mileta Rajović, calciatore danese
- 1999 - Timo Stavitski, calciatore finlandese
- 2000 - Eduardo João Bunga, calciatore angolano
- 2000 - Ivan Durdov, calciatore croato
- 2000 - Nikita Karmaev, calciatore russo
- 2000 - Wataru Morishige, pattinatore di velocità su ghiaccio giapponese
- 2000 - Lucas Pimenta, calciatore brasiliano
- 2000 - Eržan Tokotaev, calciatore kirghiso
- 2000 - Foguinho, calciatore brasiliano
- 2000 - Melih İbrahimoğlu, calciatore turco

## XXI secolo(27)
- 2001 - Teodora Aleksandrova, ginnasta bulgara
- 2001 - Keeanu Benton, giocatore di football americano statunitense
- 2001 - Francesco Guerra, mezzofondista italiano
- 2001 - Nichita Moțpan, calciatore moldavo
- 2001 - Kishane Thompson, velocista giamaicano
- 2001 - Lennert Van Eetvelt, ciclista su strada belga
- 2001 - Jakub Ťoupalík, ciclista su strada e ciclocrossista ceco
- 2002 - Rahman Amouzad, lottatore iraniano
- 2002 - Hanna Lundkvist, calciatrice svedese
- 2002 - Enzo Millot, calciatore francese
- 2002 - Gift Orban, calciatore nigeriano
- 2002 - Laurence Pithie, ciclista su strada e pistard neozelandese
- 2002 - Yani Quintero, calciatore colombiano
- 2002 - Wang Jianjiahe, nuotatrice cinese
- 2002 - Massimo Zilli, calciatore italiano
- 2003 - Marcus Baggesen, calciatore danese
- 2003 - Jean Craane, calciatore olandese
- 2003 - Alex García, pilota automobilistico messicano
- 2003 - Joel Ideho, calciatore olandese
- 2003 - Zálan Kerezsi, calciatore ungherese
- 2004 - Alexandru Musi, calciatore rumeno
- 2005 - Connor Bedard, hockeista su ghiaccio canadese
- 2005 - Theoz, cantante e attore svedese
- 2005 - Mert Kömür, calciatore tedesco
- 2006 - Finn Jeltsch, calciatore tedesco
- 2007 - Olti Hyseni, calciatore danese
- 2007 - Charlie Shotwell, attore statunitense